# Espen Lind

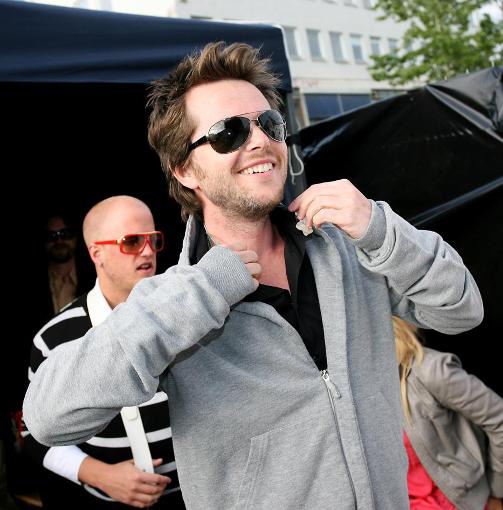
Espen Lind

Espen Lind (* 13. Mai 1971 in Oslo) ist ein norwegischer Sänger, Songwriter und Produzent.

## Leben
Lind wurde als Sohn einer Geigerin in Oslo geboren. Seine Mutter brachte ihn von klein auf mit der Musik in Berührung. Im Alter von sieben Jahren erhielt er Klavierunterricht. Mit 16 arbeitete Lind in einem Aufnahmestudio in Oslo und hatte so früh die Möglichkeit, eigene Songs aufzunehmen. Er brachte sich selbst das Gitarren- und Schlagzeugspiel bei und besuchte mit 17 eine Musikhochschule, um Komposition und Arrangement zu studieren. Lind ging 1994 nach Los Angeles in der Hoffnung auf einen Plattenvertrag. Da sich dieses Unternehmen als erfolglos erwies, nahm Lind 1995 allein eine Single auf, die er Doug Morris, dem (damaligen) Vorstandsvorsitzenden der Plattenfirma Universal Music schickte. Er wurde nach einem Vorstellungsgespräch sofort unter Vertrag genommen.

## Karriere

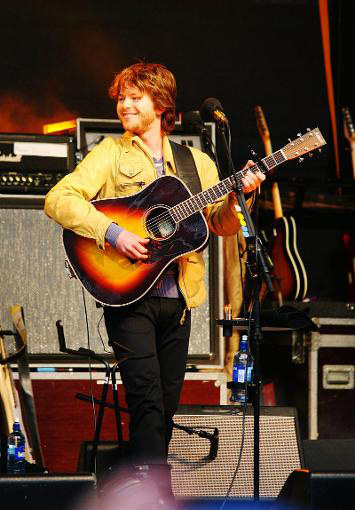
Espen Lind während eines Konzerts

Espen Lind veröffentlichte sein erstes Soloalbum Mmm ... Prepare To Be Swayed 1995 beim Plattenlabel MCA Norway unter dem Künstlernamen Sway. Es wurde nur in Norwegen veröffentlicht und verkaufte sich dort 5000 Mal, bekam aber gute Kritiken. Lind wurde für seine Songwriter-Qualitäten sowie für die Tatsache gelobt, dass er jedes Instrument bei der Aufnahme selbst gespielt hatte. Lind wurde 1997 mit seinem Lied When Susannah Cries auch außerhalb von Norwegen bekannt. Im Video war er gemeinsam mit der Baywatch-Schauspielerin Angelica Bridges zu sehen. Das Lied entstammte seinem zweiten Album Red, das er einmal unter seinem Pseudonym und ein weiteres Mal als Espen Lind herausbrachte. Der Song war ein Top-5-Hit in verschiedenen europäischen und lateinamerikanischen Ländern, inklusive Norwegen, wo sich das Lied sechs Wochen auf Platz 1 hielt. Zudem war es 1997 das meistgespielte Lied im norwegischen Radio. Red verkaufte sich mehr als 100.000 mal allein in Norwegen, weltweit waren es über 600.000 Kopien. Lind wurde mit drei Spellemannprisen (dem norwegischen Grammy) u. a. in der Kategorie Artist of the Year ausgezeichnet.
2000 veröffentlichte Lind sein drittes Album This Is Pop Music und die daraus ausgekoppelten Singles Black Sunday und Life Is Good. Auf dem Album war außerdem ein Duett Where The Lost Ones Go mit der norwegischen Sängerin Sissel Kyrkjebø zu finden. In Norwegen wurde das Album mit Gold ausgezeichnet, wurde dennoch insgesamt als Enttäuschung gegenüber seinen Vorgängern betrachtet. Nach einer vierjährigen Pause, in der er für andere Künstler schrieb, veröffentlichte Lind im Dezember 2004 eine neue Single Unloved, mit der ihm wieder ein Nummer-1-Hit in Norwegen gelang, und kurze Zeit später sein viertes Album April.
2006 veröffentlichte er mit den jungen norwegischen Künstlern Kurt Nilsen, Askil Holm und Alejandro Fuentes ein Album mit dem Titel Hallelujah Live, das allerdings bisher nur in Norwegen erschienen ist. Parallel zu diesem Livealbum gab es eine Live-DVD mit gleichem Titel. Platz 1 der norwegischen Hitliste war ihnen auch mit der Singleauskopplung Hallelujah sicher.
Im Mai 2008 erschien seine neue Single Scared of Heights, die in Norwegen erneut Platz 1 der Charts erreichte. Auch sein kurz darauf veröffentlichtes fünftes Soloalbum Army of One konnte sich an der Spitze der norwegischen Album-Charts platzieren.

## Autor und Produzent
Espen Lind hat auch als Songwriter und Produzent viel Erfolg. Eines der bekanntesten Stücke ist Irreplaceable von Beyoncé, bei dem er Co-Autor war. Die Single war 10 Wochen lang an der Spitze der US-Charts. Gemeinsam mit seinem Partner Amund Bjørklund schrieb und produzierte er außerdem Lieder für Jessica Simpson, Elliott Yamin und Take-That-Sänger Mark Owen sowie für einige norwegische Künstler. 2012 kam ein weiterer großer Erfolg für ihn als Musikautor: der Song Drive By von Train. Ebenfalls 2012 coverte Morten Harket den Song Scared of Heights aus Linds Album Army of One und landete damit auf Platz 1 der norwegischen Single-Charts.

## Diskografie

### Studioalben
| Jahr | Titel             | Höchstplatzierung, Gesamtwochen, AuszeichnungChartplatzierungen (Jahr, Titel, Platzierungen, Wochen, Auszeichnungen, Anmerkungen) | Höchstplatzierung, Gesamtwochen, AuszeichnungChartplatzierungen (Jahr, Titel, Platzierungen, Wochen, Auszeichnungen, Anmerkungen) | Höchstplatzierung, Gesamtwochen, AuszeichnungChartplatzierungen (Jahr, Titel, Platzierungen, Wochen, Auszeichnungen, Anmerkungen) | Höchstplatzierung, Gesamtwochen, AuszeichnungChartplatzierungen (Jahr, Titel, Platzierungen, Wochen, Auszeichnungen, Anmerkungen) | Anmerkungen                                                   |
| Jahr | Titel             | DE | AT | CH | NO | Anmerkungen                                                   |
| ---- | ----------------- | --- | --- | --- | --- | ------------------------------------------------------------- |
| 1997 | Red               | DE10 (19 Wo.)DE | AT25 (9 Wo.)AT | CH15 (14 Wo.)CH | NO3 (30 Wo.)NO | Erstveröffentlichung: 1997                                    |
| 2000 | This Is Pop Music | — | — | — | NO3 (9 Wo.)NO | Erstveröffentlichung: 2000                                    |
| 2005 | April             | — | — | — | NO3 (9 Wo.)NO | Erstveröffentlichung: 1. März 2005                            |
| 2008 | Army of One       | — | — | — | NO1 (15 Wo.)NO | Erstveröffentlichung: 23. Juni 2008                           |
| 2019 | Til alle tider    | — | — | — | NO39 (1 Wo.)NO | Erstveröffentlichung: 22. Februar 2019 mit Ingebjørg Bratland |

### Livealben
| Jahr | Titel                        | Höchstplatzierung, Gesamtwochen, AuszeichnungChartplatzierungen (Jahr, Titel, Platzierungen, Wochen, Auszeichnungen, Anmerkungen) | Höchstplatzierung, Gesamtwochen, AuszeichnungChartplatzierungen (Jahr, Titel, Platzierungen, Wochen, Auszeichnungen, Anmerkungen) | Höchstplatzierung, Gesamtwochen, AuszeichnungChartplatzierungen (Jahr, Titel, Platzierungen, Wochen, Auszeichnungen, Anmerkungen) | Höchstplatzierung, Gesamtwochen, AuszeichnungChartplatzierungen (Jahr, Titel, Platzierungen, Wochen, Auszeichnungen, Anmerkungen) | Anmerkungen                                                                         |
| Jahr | Titel                        | DE | AT | CH | NO | Anmerkungen                                                                         |
| ---- | ---------------------------- | --- | --- | --- | --- | ----------------------------------------------------------------------------------- |
| 2006 | Hallelujah – Live            | — | — | — | NO1 (37 Wo.)NO | Erstveröffentlichung: 12. Juni 2006 mit Kurt Nilsen, Askil Holm & Alejandro Fuentes |
| 2009 | Hallelujah – Live (Volume 2) | — | — | — | NO1 ×2Doppelplatin · (15 Wo.)NO                                                                                                   | Erstveröffentlichung: 2009 mit Kurt Nilsen, Askil Holm & Alejandro Fuentes          |

### Singles
| Jahr | Titel Album                                             | Höchstplatzierung, Gesamtwochen, AuszeichnungChartplatzierungen (Jahr, Titel, Album, Platzierungen, Wochen, Auszeichnungen, Anmerkungen) | Höchstplatzierung, Gesamtwochen, AuszeichnungChartplatzierungen (Jahr, Titel, Album, Platzierungen, Wochen, Auszeichnungen, Anmerkungen) | Höchstplatzierung, Gesamtwochen, AuszeichnungChartplatzierungen (Jahr, Titel, Album, Platzierungen, Wochen, Auszeichnungen, Anmerkungen) | Höchstplatzierung, Gesamtwochen, AuszeichnungChartplatzierungen (Jahr, Titel, Album, Platzierungen, Wochen, Auszeichnungen, Anmerkungen) | Anmerkungen                                                                             |
| Jahr | Titel Album                                             | DE | AT | CH | NO | Anmerkungen                                                                             |
| ---- | ------------------------------------------------------- | --- | --- | --- | --- | --------------------------------------------------------------------------------------- |
| 1995 | Yum Yum Gimme Some –                                    | — | — | — | NO17 (4 Wo.)NO | Erstveröffentlichung: 1995 als Sway                                                     |
| 1997 | When Susannah Cries Red                                 | DE9 (20 Wo.)DE | AT10 (13 Wo.)AT | CH5 (19 Wo.)CH | NO1 (20 Wo.)NO | Erstveröffentlichung: 1997                                                              |
| 1998 | Lucky for You Red                                       | DE82 (9 Wo.)DE | — | — | — | Erstveröffentlichung: 1997                                                              |
| 2000 | Black Sunday This Is Pop Music                          | — | — | — | NO4 (6 Wo.)NO | Erstveröffentlichung: 2000                                                              |
| 2002 | Life Is Good This Is Pop Music                          | DE99 (1 Wo.)DE | — | — | — | Erstveröffentlichung: 2000                                                              |
| 2005 | Unloved April                                           | — | — | — | NO1 (13 Wo.)NO | Erstveröffentlichung: 2004                                                              |
| 2006 | Hallelujah (Live) Hallelujah – Live                     | — | — | — | NO1 (37 Wo.)NO | Erstveröffentlichung: 2006 mit Kurt Nilsen, Askil Holm & Alejandro Fuentes              |
| 2006 | Boys of Summer (Live) Hallelujah – Live                 | — | — | — | NO12 (6 Wo.)NO | Erstveröffentlichung: 2006 mit Kurt Nilsen, Askil Holm & Alejandro Fuentes              |
| 2008 | Scared of Heights Army of One                           | — | — | — | NO1 (21 Wo.)NO | Erstveröffentlichung: 2008                                                              |
| 2009 | With or Without You (Live) Hallelujah – Live (Volume 2) | — | — | — | NO1 (5 Wo.)NO | Erstveröffentlichung: 2009 mit Kurt Nilsen, Askil Holm & Alejandro Fuentes Original: U2 |

Weitere Singles
- 1997: Baby You’re So Cool
- 1998: It’s a Damn Shame About You
- 2001: Where the Lost Ones Go (mit Sissel Kyrkjebø)
- 2005: Look like Her
- 2005: Million Miles Away
- 2008: Sweet Love

## Auszeichnungen für Musikverkäufe
| Goldene Schallplatte - Belgien - 1998: für die Single When Susannah Cries |

Anmerkung: Auszeichnungen in Ländern aus den Charttabellen bzw. Chartboxen sind in ebendiesen zu finden.
| Land/RegionAuszeichnungen für Musikverkäufe (Land/Region, Auszeichnungen, Verkäufe, Quellen) | Gold  | Platin     | Verkäufe | Quellen     |
| -------------------------------------------------------------------------------------------- | ----- | ---------- | -------- | ----------- |
| Belgien (BRMA)                                                                               | Gold1 | —          | 25.000   | ultratop.be |
| Norwegen (IFPI)                                                                              | —     | 2× Platin2 | 60.000   | ifpi.no     |
| Insgesamt                                                                                    | Gold1 | 2× Platin2 |          |             |